# Addison Richards
Addison Whitake Richards (Zanesville, 20 ottobre 1887 – Los Angeles, 22 marzo 1964) è stato un attore statunitense.
Ha recitato in oltre 280 film dal 1933 al 1964 ed è apparso in oltre 110 produzioni televisive dal 1952 al 1964.

## Biografia
Dopo aver frequentato la Washington State University e il Pomona College, cominciò a recitare a teatro e lavorò anche nella Pasadena Playhouse. Debuttò nel 1933 nel film Riot Squad nel ruolo di Diamonds Jarecke. Nei primi anni 50 cominciò ad apparire in maniera massiva anche in molti episodi delle principali serie televisive trasmesse durante il periodo d'oro della televisione statunitense. Interpretò, tra gli altri, il ruolo di J.B. Barker in nove episodi della serie televisiva The People's Choice dal 1957 al 1958, di Doc Jay Calhoun in sette episodi della serie Trackdown dal 1958 al 1959 e di Doc Landy in otto episodi della serie The Deputy dal 1960 al 1961.
La sua ultima apparizione sul piccolo schermo avvenne nell'episodio The Permanent Recruit della serie televisiva No Time for Sergeants, andato in onda il 14 settembre 1964, che lo vede nel ruolo del colonnello Saunders.
Morì per un attacco di cuore a Los Angeles, in California, il 22 marzo 1964 e fu seppellito all'Oak Park Cemetery di Claremont.

## Filmografia

### Cinema
- Riot Squad, regia di Harry S. Webb (1933)
- Lone Cowboy, regia di Paul Sloane (1933)
- Let's Be Ritzy, regia di Edward Ludwig (1934)
- The Love Captive, regia di Max Marcin (1934)
- Such Women Are Dangerous, regia di James Flood (1934)
- Beyond the Law, regia di D. Ross Lederman (1934)
- Nostro pane quotidiano (Our Daily Bread), regia di King Vidor (1934)
- Pura al cento per cento (The Girl from Missouri), regia di Jack Conway e Sam Wood - non accreditato (1934)
- British Agent, regia di Michael Curtiz - non accreditato (1934)
- Il lupo scomparso (The Case of the Howling Dog), regia di Alan Crosland (1934)
- A Lost Lady, regia di Alfred E. Green e Phil Rosen - non accreditato (1934)
- The St. Louis Kid, regia di Ray Enright (1934)
- Gentlemen Are Born, regia di Alfred E. Green (1934)
- Babbitt, regia di William Keighley (1934)
- 365 Nights in Hollywood, regia di George Marshall (1934) (non accreditato)
- The White Cockatoo, regia di Alan Crosland (1935)
- La carne e l'anima (Society Doctor), regia di George B. Seitz (1935)
- Home on the Range, regia di Arthur Jacobson (1935)
- Sweet Music, regia di Alfred E. Green (1935)
- A Dog of Flanders, regia di Edward Sloman (1935)
- Black Fury, regia di Michael Curtiz - non accreditato (1935)
- Eight Bells, regia di Roy William Neill (1935)
- La pattuglia dei senza paura ('G' Men), regia di William Keighley (1935)
- Alias Mary Dow, regia di Kurt Neumann (1935)
- Dinky, regia di Howard Bretherton, D. Ross Lederman (1935)
- Front Page Woman, regia di Michael Curtiz (1935)
- I crociati (The Crusades), regia di Cecil B. DeMille - non accreditato (1935)
- Here Comes the Band, regia di Paul Sloane (1935)
- Little Big Shot, regia di Michael Curtiz (1935)
- Freckles, regia di William Hamilton e Edward Killy (1935)
- The Eagle's Brood, regia di Howard Bretherton (1935)
- La riva dei bruti (Frisco Kid), regia di Lloyd Bacon (1935)
- Brume (Ceiling Zero), regia di Howard Hawks (1936)
- Man Hunt, regia di William Clemens (1936)
- La foresta pietrificata (The Petrified Forest), regia di Archie Mayo - non accreditato (1936)
- Road Gang, regia di Louis King (1936)
- Song of the Saddle, regia di Louis King (1936)
- L'ebbrezza dell'oro (Sutter's Gold), regia di James Cruze (1936)
- L'ombra che cammina (The Walking Dead), regia di Michael Curtiz (1936)
- Colleen, regia di Alfred E. Green (1936)
- The Law in Her Hands, regia di William Clemens (1936)
- Le belve della città (Bullets or Ballots), regia di William Keighley - non accreditato (1936)
- The Song of a Nation, regia di Frank McDonald – cortometraggio (1936)
- La moglie del nemico pubblico (Public Enemy's Wife), regia di Nick Grinde (1936)
- Hot Money, regia di William C. McGann (1936)
- Avorio nero (Anthony Adverse). regia di Mervyn LeRoy (1936)
- Jailbreak, regia di Nick Grinde (1936)
- Ali sulla cina (China Clipper), regia di Ray Enright (1936)
- L'uomo ucciso due volte (The Case of the Velvet Claws), regia di William Clemens (1936)
- Trailin' West, regia di Noel M. Smith (1936)
- Caino e Adele (Cain and Mabel), regia di Lloyd Bacon - voce, non accreditato (1936)
- Smart Blonde, regia di Frank McDonald (1937)
- La legge della foresta (God's Country and the Woman), regia di William Keighley (1937)
- Legione nera (Black Legion), regia di Archie Mayo (1937)
- Tradimento (Her Husband's Secretary), regia di Frank McDonald (1937)
- Ready, Willing and Able, regia di Ray Enright (1937)
- Romance of Louisiana, regia di Crane Wilbur – cortometraggio (1937)
- La miniera maledetta (Draegerman Courage), regia di Louis King (1937)
- The Singing Marine, regia di Ray Enright (1937)
- Vendetta (They Won't Forget), regia di Mervyn LeRoy - voce, non accreditato (1937)
- White Bondage, regia di Nick Grinde (1937)
- Mr. Dodd Takes the Air, regia di Alfred E. Green - non accreditato (1937)
- Dance Charlie Dance, regia di Frank McDonald (1937)
- Wine, Women and Horses, regia di Louis King (1937)
- Love Is on the Air, regia di Nick Grinde (1937)
- L'isola dei dimenticati (Alcatraz Island), regia di William C. McGann (1937)
- La grande barriera (The Barrier), regia di Lesley Selander (1937)
- La bambola nera (The Black Doll), regia di Otis Garrett (1938)
- What Price Safety!, regia di Harold S. Bucquet - non accreditato, cortometraggio (1938)
- Prison Nurse, regia di James Cruze (1938)
- Accidents Will Happen, regia di William Clemens (1938)
- Il convegno dei cinque (The Devil's Party), regia di Ray McCarey - non accreditato (1938)
- Strange Glory, regia di Jacques Tourneur (1938) (cortometraggio)
- Gateway, regia di Alfred L. Werker - non accreditato (1938)
- La città dei ragazzi (Boys Town), regia di Norman Taurog (1938)
- La valle dei giganti (Valley of the Giants), regia di William Keighley (1938)
- Quella certa età (That Certain Age), regia di Edward Ludwig - non accreditato (1938)
- The Last Express, regia di Otis Garrett (1938)
- Flight to Fame, regia di Charles C. Coleman (1938)
- Burn 'Em Up O'Connor, regia di Edward Sedgwick (1939)
- Off the Record, regia di James Flood (1939)
- Twelve Crowded Hours, regia di Lew Landers (1939)
- I Was a Convict, regia di Aubrey Scotto (1939)
- Money to Loan, regia di Joseph M. Newman – cortometraggio (1939)
- Mystery of the White Room, regia di Otis Garrett (1939)
- Whispering Enemies, regia di Lewis D. Collins (1939)
- They Made Her a Spy, regia di Jack Hively (1939)
- For Love or Money, regia di Albert S. Rogell (1939)
- Tell No Tales, regia di Leslie Fenton - non accreditato (1939)
- Exile Express, regia di Otis Garrett (1939)
- The Gracie Allen Murder Case, regia di Alfred E. Green - non accreditato (1939)
- Inside Information, regia di Charles Lamont (1939)
- They All Come Out, regia di Jacques Tourneur (1939)
- Andy Hardy e la febbre di primavera (Andy Hardy Gets Spring Fever), regia di W.S. Van Dyke (1939)
- Bad Lands, regia di Lew Landers (1939)
- Vigilia d'amore (When Tomorrow Comes), regia di John M. Stahl - non accreditato (1939)
- La tigre del mare (Thunder Afloat), regia di George B. Seitz (1939)
- Espionage Agent, regia di Lloyd Bacon (1939)
- L'ultimo pellirossa (Geronimo), regia di Paul Sloane (1939)
- Man from Montreal, regia di Christy Cabanne (1939)
- Nick Carter (Nick Carter, Master Detective), regia di Jacques Tourneur (1939)
- L'assassino è in casa (Slightly Honorable), regia di Tay Garnett (1939)
- The Lone Wolf Strikes, regia di Sidney Salkow (1940)
- My Little Chickadee, regia di Edward F. Cline - non accreditato (1940)
- La guida eroica (The Man from Dakota), regia di Leslie Fenton (1940)
- Passaggio a Nord-Ovest (Northwest Passage), regia di King Vidor (1940)
- Charlie Chan in Panama, regia di Norman Foster (1940)
- Il romanzo di una vita (Edison, the Man), regia di Clarence Brown (1940)
- Ski Patrol, regia di Lew Landers (1940)
- Flight Angels, regia di Lewis Seiler - non accreditato (1940)
- Gangs of Chicago, regia di Arthur Lubin (1940)
- Island of Doomed Men, regia di Charles Barton - non accreditato (1940)
- Andy Hardy incontra la debuttante (Andy Hardy Meets Debutante), regia di George B. Seitz (1940)
- Pony Express Days, regia di B. Reeves Eason (1940) (cortometraggio)
- Black Diamonds, regia di Christy Cabanne (1940) (non accreditato)
- South to Karanga, regia di Harold D. Schuster (1940)
- Girl from Havana, regia di Lew Landers (1940)
- Public Deb No. 1, regia di Gregory Ratoff (1940) (non accreditato)
- Avventura nel Wyoming (Wyoming), regia di Richard Thorpe - non accreditato (1940)
- Cherokee Strip, regia di Lesley Selander (1940)
- Arizona, regia di Wesley Ruggles (1940)
- Street of Memories, regia di Shepard Traube - non accreditato (1940)
- Give Us Wings, regia di Charles Lamont (1940)
- Little Nellie Kelly, regia di Norman Taurog - non accreditato (1940)
- Notti birmane (Moon Over Burma), regia di Louis King (1940)
- I pascoli dell'odio (Santa Fe Trail), regia di Michael Curtiz (1940) (scene tagliate)
- Ritorna se mi ami (Flight Command), regia di Frank Borzage (1940)
- Tall, Dark and Handsome, regia di H. Bruce Humberstone (1941)
- The Dog in the Orchard, regia di Jean Negulesco (1941) (cortometraggio)
- Fred il ribelle (Western Union), regia di Fritz Lang (1941)
- Forbidden Passage, regia di Fred Zinnemann (1941) (cortometraggio)
- Bionda fragola (The Strawberry Blonde), regia di Raoul Walsh - non accreditato (1941)
- Il processo di Mary Dugan (The Trial of Mary Dugan), regia di Norman Z. McLeod (1941)
- Segretaria privata di Andy Hardy (Andy Hardy's Private Secretary), regia di George B. Seitz (1941)
- Back in the Saddle, regia di Lew Landers (1941)
- I cavalieri del cielo (I Wanted Wings), regia di Mitchell Leisen (1941)
- La grande menzogna (The Great Lie), regia di Edmund Goulding (1941)
- Gli uomini della città dei ragazzi (Men of Boys Town), regia di Norman Taurog (1941)
- Mutiny in the Arctic, regia di John Rawlins (1941)
- Sheriff of Tombstone, regia di Joseph Kane (1941)
- Her First Beau, regia di Theodore Reed (1941)
- La fidanzata di mio marito (Our Wife), regia di John M. Stahl - non accreditato (1941) (non accreditato)
- Bombardieri in picchiata (Dive Bomber), regia di Michael Curtiz (1941) (non accreditato)
- Il diavolo con le ali (International Squadron), regia di Lothar Mendes e Lewis Seiler (1941)
- Odio di sangue (Badlands of Dakota), regia di Alfred E. Green (1941)
- I due del Texas (Texas), regia di George Marshall (1941)
- La storia del generale Custer (They Died with Their Boots On), regia di Raoul Walsh (1941) (non accreditato)
- Colpo di fulmine (Ball of Fire), regia di Howard Hawks (1941)
- Scandalo premeditato (Design for Scandal), regia di Norman Taurog - non accreditato (1941)
- Sealed Lips, regia di George Waggner (1942)
- Blue, White and Perfect, regia di Herbert I. Leeds - non accreditato (1942)
- Il segreto sulla carne (The Lady Has Plans), regia di Sidney Lanfield (1942)
- A Close Call for Ellery Queen, regia di James P. Hogan (1942)
- Cowboy Serenade, regia di William Morgan (1942)
- Martin Eden (The Adventures of Martin Eden), regia di Sidney Salkow - non accreditato (1942)
- Man with Two Lives, regia di Phil Rosen (1942)
- Secret Agent of Japan, regia di Irving Pichel (1942)
- Lo scorpione d'oro (My Favorite Blonde), regia di Sidney Lanfield (1942)
- Rotta sui Caraibi (Ship Ahoy), regia di Edward Buzzell - non accreditato (1942)
- Mokey, regia di Wells Root (1942) (non accreditato)
- Pacific Rendezvous, regia di George Sidney (1942)
- Private Buckaroo, regia di Edward F. Cline - non accreditato (1942)
- Top Sergeant, regia di Christy Cabanne (1942)
- Amichevole rivalità (Friendly Enemies), regia di Allan Dwan (1942)
- Men of Texas, regia di Ray Enright (1942)
- L'idolo delle folle (The Pride of the Yankees), regia di Sam Wood (1942)
- Sim Salà Bim (A-Haunting We Will Go), regia di Alfred L. Werker (1942)
- The War Against Mrs. Hadley, regia di Harold S. Bucquet - non accreditato (1942)
- Dedizione (The Big Street), regia di Irving Reis - non accreditato (1942)
- Secret Enemies, regia di Benjamin Stoloff (1942)
- I falchi di Rangoon (Flying Tigers), regia di David Miller (1942)
- Smith of Minnesota, regia di Lew Landers - non accreditato (1942)
- For Me and My Gal, regia di Busby Berkeley - non accreditato (1942)
- Secrets of a Co-Ed, regia di Joseph H. Lewis (1942)
- Tre ragazze e un caporale (Seven Days' Leave), regia di Tim Whelan (1942)
- War Dogs, regia di S. Roy Luby (1942)
- Underground Agent, regia di Michael Gordon (1942)
- Ridin' Down the Canyon, regia di Joseph Kane (1942)
- La doppia vita di Andy Hardy (Andy Hardy's Double Life), regia di George B. Seitz - non accreditato (1942)
- Arcipelago in fiamme (Air Force), regia di Howard Hawks (1943)
- Hit Parade of 1943, regia di Albert S. Rogell - non accreditato (1943)
- L'incubo del passato (Crime Doctor), regia di Michael Gordon - non accreditato (1943)
- Il difensore di Manila (Salute to the Marines), regia di S. Sylvan Simon - non accreditato (1943)
- Ombre sul mare (Destroyer), regia di William A. Seiter e Ray Enright - non accreditato (1943)
- Headin' for God's Country, regia di William Morgan (1943)
- Adventures of the Flying Cadets, regia di Lewis D. Collins e Ray Taylor (1943)
- Swing Shift Maisie, regia di Norman Z. McLeod - non accreditato (1943)
- Oklahoma Outlaws, regia di B. Reeves Eason – cortometraggio (1943)
- Always a Bridesmaid, regia di Erle C. Kenton (1943)
- Corvetta K-225 (Corvette K-225), regia di Richard Rosson e Howard Hawks - non accreditato (1943)
- Mystery of the 13th Guest, regia di William Beaudine (1943)
- The Mad Ghoul, regia di James P. Hogan (1943)
- The Deerslayer, regia di Lew Landers (1943)
- Mystery Broadcast, regia di George Sherman (1943)
- I figli ribelli (Where Are Your Children?), regia di William Nigh (1943)
- Smart Guy, regia di Lambert Hillyer (1943)
- Joe il pilota (A Guy Named Joe), regia di Victor Fleming (1943)
- I conquistatori dei sette mari (The Fighting Seabees), regia di Edward Ludwig (1944)
- La famiglia Sullivan (The Sullivans), regia di Lloyd Bacon - non accreditato (1944)
- Main Street Today, regia di Edward L. Cahn (1944) (cortometraggio)
- Moon Over Las Vegas, regia di Jean Yarbrough (1944)
- La nave della morte (Follow the Boys), regia di A. Edward Sutherland - non accreditato (1944)
- 3 Men in White, regia di Willis Goldbeck - non accreditato (1944)
- Notte d'avventura (A Night of Adventure), regia di Gordon Douglas (1944)
- Roger Touhy, Gangster, regia di Robert Florey - non accreditato (1944)
- Are These Our Parents?, regia di William Nigh (1944)
- Da quando te ne andasti (Since You Went Away), regia di John Cromwell - non accreditato (1944)
- Raiders of Ghost City, regia di Lewis D. Collins e Ray Taylor (1944)
- Three Little Sisters, regia di Joseph Santley (1944)
- Bordertown Trail, regia di Lesley Selander (1944)
- Il matrimonio è un affare privato (Marriage Is a Private Affair), regia di Robert Z. Leonard (1944)
- L'avventuriero della città d'oro (Barbary Coast Gent), regia di Roy Del Ruth (1944)
- The Mummy's Curse, regia di Leslie Goodwins (1944)
- Grissly's Millions, regia di John English (1945)
- G 2 servizio segreto (Betrayal from the East), regia di William Berke (1945)
- Le tigri della Birmania (God Is My Co-Pilot), regia di Robert Florey - scene tagliate (1945)
- Femmine del mare (Rough, Tough and Ready), regia di Del Lord - non accreditato (1945)
- I'll Remember April, regia di Harold Young (1945)
- The Master Key, regia di Lewis D. Collins e Ray Taylor - serial (1945)
- The Last Installment, regia di Walter Hart – cortometraggio (1945)
- Bells of Rosarita, regia di Frank McDonald (1945)
- The Chicago Kid, regia di Frank McDonald (1945)
- Demone bianco (Bewitched), regia di Arch Oboler (1945)
- The Shanghai Cobra, regia di Phil Karlson (1945)
- Due pantofole e una ragazza (Lady on a Train), regia di Charles David - non accreditato (1945)
- Secrets of a Sorority Girl, regia di Frank Wisbar e Lew Landers (1945)
- Divorce, regia di William Nigh (1945)
- Adventures of Rusty, regia di Paul Burnford (1945)
- Men in Her Diary, regia di Charles Barton (1945)
- Duffy's Tavern, regia di Hal Walker - non accreditato (1945)
- Come Out Fighting, regia di William Beaudine (1945)
- Strange Confession, regia di John Hoffman (1945)
- The Royal Mounted Rides Again, regia di Lewis D. Collins e Ray Taylor (1945)
- Io ti salverò (Spellbound), regia di Alfred Hitchcock - non accreditato (1945)
- Delitti senza sangue (Danger Signal), regia di Robert Florey (1945)
- The Tiger Woman, regia di Philip Ford (1945)
- Black Market Babies, regia di William Beaudine (1945)
- Femmina folle (Leave Her to Heaven), regia di John M. Stahl - non accreditato (1945)
- The Hoodlum Saint, regia di Norman Taurog (1946)
- Il castello di Dragonwyck (Dragonwyck), regia di Joseph L. Mankiewicz (1946) (non accreditato)
- I rinnegati (Renegades), regia di George Sherman (1946)
- Anna e il re del Siam (Anna and the King of Siam), regia di John Cromwell - non accreditato (1946)
- Don't Gamble with Strangers, regia di William Beaudine (1946)
- Coraggio di Lassi (Courage of Lassie), regia di Fred M. Wilcox (1946) (non accreditato)
- Step by Step, regia di Phil Rosen (1946)
- L'infernale avventura (Angel on My Shoulder), regia di Archie Mayo - non accreditato (1946)
- Criminal Court, regia di Robert Wise (1946)
- Carambola d'amore (Love Laughs at Andy Hardy), regia di Willis Goldbeck (1946)
- Monsieur Verdoux, regia di Charlie Chaplin - non accreditato (1947)
- The Millerson Case, regia di George Archainbaud (1947)
- La danza incompiuta (The Unfinished Dance), regia di Henry Koster - non accreditato (1947)
- Queen Esther, regia di John T. Coyle (1948)
- Chiamate Nord 777 (Call Northside 777), regia di Henry Hathaway - non accreditato (1948)
- Reaching from Heaven, regia di Frank R. Strayer (1948)
- Tutti conoscono Susanna (If You Knew Susie), regia di Gordon Douglas - non accreditato (1948)
- Lulù Belle, regia di Leslie Fenton (1948)
- Un sudista del Nord (A Southern Yankee), regia di Edward Sedgwick - scene tagliate (1948)
- Suggestione (The Saxon Charm), regia di Claude Binyon - non accreditato (1948)
- Henry, the Rainmaker, regia di Jean Yarbrough (1949)
- Rustlers, regia di Lesley Selander (1949)
- Il re dell'Africa (Mighty Joe Young), regia di Ernest B. Schoedsack (1949) (non accreditato)
- Rocce rosse (Davy Crockett, Indian Scout), regia di Lew Landers (1950)
- High Society, regia di William Beaudine (1955)
- Orizzonte di fuoco (Fort Yuma), regia di Lesley Selander (1955)
- Voi assassini (Illegal), regia di Lewis Allen (1955)
- I rapinatori del passo (Fury at Gunsight Pass), regia di Fred F. Sears (1956)
- When Gangland Strikes, regia di R.G. Springsteen (1956)
- Crime Against Joe, regia di Lee Sholem (1956)
- La stella spezzata (The Broken Star), regia di Lesley Selander (1956)
- La pistola sepolta (The Fastest Gun Alive), regia di Russell Rouse - non accreditato (1956)
- La terra degli Apaches (Walk the Proud Land), regia di Jesse Hibbs (1956)
- I dieci comandamenti (The Ten Commandments), regia di Cecil B. DeMille (1956)
- Rappresaglia (Reprisal!), regia di George Sherman - non accreditato (1956)
- Everything But the Truth, regia di Jerry Hopper (1956)
- L'ultimo dei banditi (Last of the Badmen), regia di Paul Landres (1957)
- Il riscatto degli indiani (The Deerslayer), regia di Kurt Neumann (1957)
- L'uomo della legge (Gunsight Ridge), regia di Francis D. Lyon (1957)
- La vendetta del tenente Brown (The Saga of Hemp Brown), regia di Richard Carlson (1958)
- I conquistatori dell'Oregon (The Oregon Trail), regia di Gene Fowler Jr. - non accreditato (1959)
- I giovani cannibali (All the Fine Young Cannibals), regia di Michael Anderson - non accreditato (1960)
- Il buio in cima alle scale (The Dark at the Top of the Stairs), regia di Delbert Mann - non accreditato (1960)
- Un adulterio difficile (The Facts of Life), regia di Melvin Frank - non accreditato (1960)
- Frontiera indiana (Frontier Uprising), regia di Edward L. Cahn (1961)
- The Gambler Wore a Gun, regia di Edward L. Cahn (1961)
- Operazione Eichmann (Operation Eichmann), regia di R.G. Springsteen (1961)
- Flight That Disappeared, regia di Reginald Le Borg (1961)
- Saintly Sinners, regia di Jean Yarbrough (1962)
- I temerari del West (The Raiders), regia di Herschel Daugherty (1963)
- For Those Who Think Young, regia di Leslie H. Martinson (1964)

### Televisione
- Manhunt – serie TV, episodio 2x04 (1952)
- Goodyear Television Playhouse – serie TV, episodi 1x04-2x11 (1951-1953)
- The Big Story – serie TV, episodio 5x04 (1953)
- Kraft Television Theatre – serie TV, episodi 7x07-7x12 (1953)
- Pentagon U.S.A. – serie TV (1953)
- Mayor of the Town – serie TV, episodio 1x20 (1954)
- The Motorola Television Hour – serie TV, episodio 1x07 (1954)
- Armstrong Circle Theatre – serie TV, episodi 3x19-4x05-4x23 (1953-1954)
- The Man Behind the Badge – serie TV, episodio 1x23 (1954)
- Robert Montgomery Presents – serie TV, 5 episodi (1952-1954)
- The United States Steel Hour – serie TV, episodi 1x14-1x22 (1954)
- Kraft Television Theatre – serie TV, episodi 1x26-2x03 (1954)
- The Public Defender – serie TV, episodio 2x23 (1955)
- Cavalcade of America – serie TV, episodio 3x15 (1955)
- Studio 57 – serie TV, episodio 1x28 (1955)
- I segreti della metropoli (Big Town) – serie TV, episodio 5x28 (1955)
- Il cavaliere solitario (The Lone Ranger) – serie TV, episodio 4x43 (1955)
- You Are There – serie TV, 4 episodi (1953-1955)
- Furia (Fury) – serie TV, episodio 1x01 (1955)
- Frontier – serie TV, episodio 1x04 (1955)
- Scienza e fantasia (Science Fiction Theatre) – serie TV, episodio 1x34 (1955)
- TV Reader's Digest – serie TV, episodio 2x11 (1955)
- Dr. Christian – serie TV, episodio 1x11 (1956)
- Climax! – serie TV, episodi 1x30-2x23 (1955-1956)
- The Bob Cummings Show – serie TV, episodio 2x34 (1956)
- Crusader – serie TV, episodio 1x34 (1956)
- Hey, Jeannie! – serie TV, episodio 1x02 (1956)
- Lux Video Theatre – serie TV, 5 episodi (1952-1956)
- I racconti del West (Zane Grey Theater) – serie TV, episodio 1x05 (1956)
- Broken Arrow – serie TV, episodio 1x08 (1956)
- The Millionaire – serie TV, episodi 1x19-3x24 (1955-1957)
- Sheriff of Cochise – serie TV, episodio 1x23 (1957)
- Richard Diamond (Richard Diamond, Private Detective) – serie TV, episodio 1x11 (1957)
- Cheyenne – serie TV, episodio 3x02 (1957)
- Men of Annapolis – serie TV, episodio 1x26 (1957)
- The Adventures of Jim Bowie – serie TV, episodi 1x18-2x12 (1957)
- The George Burns and Gracie Allen Show – serie TV, episodio 8x12 (1957)
- Telephone Time – serie TV, episodio 3x19 (1958)
- Colt .45 – serie TV, episodio 1x15 (1958)
- Jane Wyman Presents The Fireside Theatre – serie TV, episodi 2x21-3x17 (1957-1958)
- General Electric Theater – serie TV, episodio 6x21 (1958)
- The Gale Storm Show: Oh, Susanna! – serie TV, episodio 2x26 (1958)
- Alcoa Theatre – serie TV, episodio 1x16 (1958)
- The People's Choice – serie TV, 9 episodi (1957-1958)
- Matinee Theatre – serie TV, 7 episodi (1955-1958)
- Mike Hammer – serie TV, episodio 1x34 (1958)
- State Trooper – serie TV, episodio 2x38 (1958)
- Studio One – serie TV, 5 episodi (1953-1958)
- The Lucy-Desi Comedy Hour – serie TV, episodio 2x01 (1958)
- The Red Skelton Show – serie TV, episodio 8x04 (1958)
- Flight – serie TV, episodio 1x31 (1958)
- Man with a Camera – serie TV, episodio 1x04 (1958)
- Schlitz Playhouse of Stars – serie TV, 9 episodi (1955-1958)
- The Californians – serie TV, episodio 2x09 (1958)
- Lassie – serie TV, episodio 5x16 (1958)
- Cimarron City – serie TV, episodi 1x10-1x16 (1958-1959)
- Buckskin – serie TV, episodio 1x24 (1959)
- Le avventure di Rin Tin Tin (The Adventures of Rin Tin Tin) – serie TV, episodio 5x19 (1959)
- Yancy Derringer – serie TV, episodio 1x21 (1959)
- Border Patrol – serie TV, episodio 1x17 (1959)
- The Donna Reed Show – serie TV, episodio 1x27 (1959)
- Playhouse 90 – serie TV, episodi 1x14-3x34 (1957-1959)
- 26 Men – serie TV, episodio 2x39 (1959)
- 21 Beacon Street – serie TV, episodio 1x09 (1959)
- Trackdown – serie TV, 6 episodi (1958-1959)
- Fibber McGee and Molly – serie TV, episodi 1x01-1x02-1x04 (1959)
- Philip Marlowe – serie TV, episodio 1x01 (1959)
- Lock Up – serie TV, episodio 1x03 (1959)
- The Texan – serie TV, episodio 2x06 (1959)
- Grand Jury – serie TV, episodi 1x01-1x02 (1959)
- The Dinah Shore Chevy Show – serie TV, episodio 4x14 (1960)
- Dennis the Menace – serie TV, episodio 1x25 (1960)
- Bachelor Father – serie TV, episodio 3x32 (1960)
- Startime – serie TV, episodio 1x31 (1960)
- Ricercato vivo o morto (Wanted: Dead or Alive) – serie TV, episodi 1x06-2x32 (1958-1960)
- Il tenente Ballinger (M Squad) – serie TV, episodio 3x35 (1960)
- Alcoa Presents: One Step Beyond – serie TV, episodi 2x34-3x12 (1960)
- The Real McCoys – serie TV, 2 episodi (1960-1961)
- Gli intoccabili (The Untouchables) – serie TV, episodi 1x21-2x14 (1960-1961)
- The Tall Man – serie TV, episodio 1x20 (1961)
- Pete and Gladys – serie TV, episodio 1x22 (1961)
- Gunslinger – serie TV, episodio 1x04 (1961)
- The Law and Mr. Jones – serie TV, un episodio (1961)
- Scacco matto (Checkmate) – serie TV, episodi 1x20-1x29 (1961)
- Letter to Loretta – serie TV, 6 episodi (1956-1961)
- The Barbara Stanwyck Show – serie TV, episodio 1x34 (1961)
- Miami Undercover – serie TV, episodio 1x19 (1961)
- Alfred Hitchcock presenta (Alfred Hitchcock Presents) – serie TV, episodi 6x07-6x33 (1960-1961)
- The Deputy – serie TV, 8 episodi (1960-1961)
- Perry Mason – serie TV, episodi 1x07-5x08 (1957-1961)
- The Jack Benny Program – serie TV, episodio 12x03 (1961)
- Mister Ed, il mulo parlante (Mister Ed) – serie TV, episodio 2x09 (1961)
- The New Bob Cummings Show – serie TV, episodio 1x09 (1961)
- Tales of Wells Fargo – serie TV, episodi 2x07-3x12-6x16 (1957-1962)
- Lawman – serie TV, episodio 4x23 (1962)
- Il magnifico King (National Velvet) – serie TV, episodio 2x23 (1962)
- Laramie – serie TV, episodi 3x09-3x25 (1961-1962)
- The Dick Powell Show – serie TV, episodi 1x09-1x26 (1961-1962)
- 87ª squadra (87th Precinct) – serie TV, episodio 1x10 (1962)
- Carovane verso il West (Wagon Train) – serie TV, episodio 5x37 (1962)
- The Wide Country – serie TV, episodio 1x05 (1962)
- Indirizzo permanente (77 Sunset Strip) – serie TV, episodi 4x13-5x13 (1961-1963)
- The Joey Bishop Show – serie TV, episodi 1x05-1x15-2x17 (1961-1963)
- Il virginiano (The Virginian) – serie TV, episodio 1x16 (1963)
- The Many Loves of Dobie Gillis – serie TV, episodio 4x25 (1963)
- Ben Jerrod – serie TV, episodi 1x11-1x65 (1963)
- Bonanza – serie TV, episodi 3x10-4x23-4x28 (1961-1963)
- The Third Man – serie TV, episodio 4x12 (1963)
- Petticoat Junction – serie TV, episodio 1x04 (1963)
- Io e i miei tre figli (My Three Sons) – serie TV, episodi 4x03-4x12-4x22 (1963)
- Il fuggiasco (The Fugitive) – serie TV, episodio 1x19 (1964)
- Gli uomini della prateria (Rawhide) – serie TV, 4 episodi (1959-1964)
- The Beverly Hillbillies – serie TV episodi 2x27-2x28 (1964)
- Vacation Playhouse – serie TV, episodio 2x02 (1964)
- No Time for Sergeants – serie TV, episodio 1x01 (1964)

## Doppiatori italiani
- Mario Besesti in La pattuglia dei senza paura
- Luigi Pavese in La città dei ragazzi
- Olinto Cristina in Rocce rosse
- Gualtiero De Angelis in I conquistatori dell'Oregon
- Dario Penne in Sim salà bim (ridoppiaggio)